# Pinner-Kondensation
Die Pinner-Kondensation oder Pinner-Pyrimidinsynthese ist eine Namensreaktion in der Organischen Chemie und wurde erstmals 1884 von dem deutschen Chemiker Adolf Pinner (1842–1909) beschrieben. Die Reaktion stellt eine Synthese-Methode von Pyrimidinen dar.

## Übersichtsreaktion
Bei der Reaktion handelt es sich um eine stark basengeförderte Kondensation zwischen einem Amidin 1 und einem β-Ketoester 2a oder β-Diketon 2b zur Bildung des Pyrimidins 3a bzw. 3b.

## Mechanismus
Der Reaktionsmechanismus wird in der Literatur beschrieben. Es wird nur der Mechanismus der Reaktion zwischen einem Amidin und einem β-Ketoester angegeben, da die Reaktion zwischen Amidin und einem β-Diketon einen ähnlichen Reaktionsweg durchläuft.
Die Umsetzung des β-Ketoesters mit dem Amidin führt zur Bildung eines Intermediats. Anschließend kommt durch eine Kondensationsreaktion unter der Abspaltung von Wasser zu einem intramolekularen Ringschluss. Die abschließende Reduktion der Carbonylgruppe durch Zink/Salzsäure und eine abschließende Wasserabspaltung führen zum betreffenden Pyrimidin.

## Verwandte Reaktionen
- Pinner-Reaktion: Herstellung von Carbonsäuren, Estern, Thioestern und Carbonsäureamiden
- Pinner-Synthese: Synthese von s-Triazinen durch Kondensation von Amidinen mit Phosgen